# Ton contemporain
Pour plus de détails, voir Fiche technique et Distribution.
Ton contemporain (Твой современник, Tvoy sovremennik) est un film soviétique réalisé par Youli Raizman, sorti en 1967,.

## Synopsis
Vassili Goubanov travaille comme directeur d'une usine en construction dans la ville sibérienne de Berezovka. L'usine est destinée à l'extraction de gaz de synthèse du charbon. Auparavant, Goubanov lui-même insistait sur cette méthode, mais convaincu désormais qu'elle est obsolète, il s'apprête à se rendre à Moscou avec le scientifique Maxim Nitochkine pour arrêter le projet. Pour Goubanov, c'est probablement la fin de sa carrière, mais il estime qu’en tant que communiste, il doit dire la vérité et en assumer les conséquences.
La deuxième histoire se développe en parallèle. Le fils de Goubanov, Micha, tombe amoureux d'une femme avec un enfant et quitte l'université pour subvenir aux besoins de sa jeune famille. Son père doit comprendre et accepter ce choix.

## Distribution
- Igor Vladimirov : Vassili Goubanov
- Nikolaï Plotnikov : scientifique Maxim Nitochkine
- Antonina Maksimova : Elizaveta Kondratievna
- Nina Guliaïeva : Zoïka
- Tatiana Nadejdina : Katia Tchulkova
- Alexeï Borzounov : Micha
- Leonid Bronevoï : ministre adjoint
- Lioudmila Maksakova : femme dans une cafétéria

## Fiche technique
- Titre : Ton contemporain
- Réalisation : Youli Raizman
- Scénario : Evgueni Gabrilovitch
- Photographie : Naum Ardachnikov
- Décors : Georgi Turyliov
- Direction artistique : Gueorgui Turylev
- Montage : Klavdia Moskvina
- Son : Serguei Minervine
- Format : noir et blanc - mono - 35 mm
- Production : Mosfilm
- Langue : russe
- Durée : 2 h 20 min
- Pays : URSS
- Sortie : 15 janvier 1968